# Amygdalops acer
Amygdalops acer är en tvåvingeart som beskrevs av Rohacek 2004. Amygdalops acer ingår i släktet Amygdalops och familjen sumpflugor. Inga underarter finns listade i Catalogue of Life.